# Hygrohypnum circinatum
Hygrohypnum circinatum là một loài rêu trong họ Amblystegiaceae. Loài này được Herzog mô tả khoa học đầu tiên năm 1950.